# Łukasz Parszczyński
Łukasz Parszczyński (* 4. Mai 1985 in Warschau) ist ein polnischer Hindernis-, Mittelstrecken- und Langstreckenläufer.
Bei den Halleneuropameisterschaften 2009 in Turin schied er über 1500 Meter im Vorlauf aus.
2011 kam er bei den Halleneuropameisterschaften in Paris über 3000 Meter und bei den Weltmeisterschaften in Daegu über 3000 Meter Hindernis nicht über die erste Runde hinaus.
2012 wurde er über 3000 Meter Hindernis Fünfter bei den Europameisterschaften in Helsinki und schied bei den Olympischen Spielen in London im Vorlauf aus.
Bei den Hallenweltmeisterschaften 2014 in Sopot scheiterte er über 3000 Meter in der ersten Runde, und bei den Halleneuropameisterschaften 2015 in Prag wurde er über dieselbe Distanz Siebter.
2012 wurde er Polnischer Meister über 3000 Meter Hindernis und über 10.000 Meter. In der Halle holte er fünfmal den nationalen Titel über 3000 Meter (2007, 2011–2014) und einmal über 1500 Meter (2009).

## Persönliche Bestzeiten
- 1500 m: 3:39,60 min, 15. Juni 2008, Warschau
  - Halle: 3:41,30 min, 25. Februar 2009, Piräus
- 3000 m: 7:55,84 min, 21. Juli 2012, Stettin
  - Halle: 7:49,26 min, 23. Februar 2014, Sopot (polnischer Hallenrekord)
- 5000 m: 13:38,19 min, 3. Juni 2013, Montreuil
- 10.000 m: 28:54,33 min, 21. April 2012, Mikołów
- 3000 m Hindernis: 8:15,47 min, 8. Juli 2011, Saint-Denis